# Creeper (DC Comics)
El Creeper es un superhéroe de DC Comics creado por Steve Ditko y Don Segall. Su primera aparición fue en el número 73 de Showcase (1968).

## Historia del personaje

### Origen
Jack Ryder era el presentador de un talk show de Gotham City despedido por su manera de tratar a un invitado amigo del productor. Consiguió su nuevo empleo en el departamento de seguridad de la emisora, y trató de rescatar a un científico llamado Dr. Yatz a quien la mafia había secuestrado para obtener sus últimos descubrimientos. El jefe de la banda estaba celebrando una fiesta de disfraces en su casa. Así que, para poder entrar, Ryder improvisó un disfraz con unas mallas y maquillaje amarillo para simular que esa era su piel, una peluca verde, unos calzoncillos verdes a rayas negras, y unos guantes, botas y boa de pelo rojos.
Ryder encontró a Yatz, pero la banda dio con él y le dispararon. Yatz decidió entonces deshacerse de sus dos inventos... en el cuerpo de Ryder. Le introdujo en la herida un dispositivo que le permitía materializar y desmaterializar la ropa (en este caso el disfraz), y le inyectó un suero que curaba cualquier herida y aumentaba su fuerza y agilidad. Comprendiendo que podía activar el dispositivo a voluntad, con lo que el disfraz volvía a aparecer de la nada en un instante, Ryder decidió utilizar esta grotesca apariencia para asustar a los criminales, atacándolos siempre entre histéricas carcajadas y actuando como un fantasma al que no se podía matar. Así nació el Creeper.
Tras este debut, el Creeper obtuvo su propia serie: «Cuidado con el Creeper», escrita por Dennis O'Neil; Steve Ditko planeó la primera etapa. Duró seis números. En éstos, el Creeper se enfrentaba a un villano camaleónico llamado Proteus, cuya verdadera identidad no fue revelada hasta el último número, justo antes de su muerte violenta. (El personaje reapareció en el número 2 de Super Team Family, en 1975/76, pero aún no se ha explicado cómo ha sido esto posible; con todo, dado que el origen parece levemente diferente, es posible que sea otro personaje con las mismas habilidades que haya retomado el nombre del original).
Poco después de su último número en solitario, el Creeper formó equipo con Batman en el número 80 de The Brave and the Bold, octubre-noviembre de 1968 (una progresión natural, ya que ambos combatían el crimen en Gotham City), y luego hizo una aparición en el número 70 de Justice League of America, marzo de 1969, cuando Batman respondió por el Creeper en su intento fallido de ingresar en la Liga.
Una aparición en Detective Comics N.º 418 (diciembre de 1971) pareció poner fin al personaje, al mostrar que el dispositivo de cambio había dejado de funcionar y que el Creeper no podía volver a ser Jack Ryder, una situación que amenazaba con corroer su estabilidad mental. De alguna forma Batman se las arregló para devolverle su aspecto normal. Después de eso su origen fue reescrito en el especial un cien páginas formato Super Espectacular en 1974 (número 443, octubre-noviembre); ahora se mostraba a Ryder trabajando como presentador de noticias en la televisión de Gotham City (número 445, febrero-marzo de 1975), y muy poco después (números 447, mayo y 448, junio) se volvía a convertir en el Creeper para ayudar a Batman a escapar de una falsa acusación de asesinato.
El personaje tuvo algunas apariciones esporádicas en solitario durante los siguientes años, incluyendo el número 7 de la serie 1st Issue Special (octubre de 1975, dibujado por el creador Steve Ditko), una historia concebida para el Showcase N.º 106 en 1976 escrita y dibujada por Ditko que se incluiría en el Cancelled Comics Cavalcade N.º 2, y una serie de apoyo en Adventure Comics 445 a 447 (1976), World's Finest Comics 249 a 255 (en 1978 y 79, escritos y dibujados por Ditko) y The Flash 318 a 323 (en 1983).
A lo largo de los 80, diferentes escritores dieron nuevas interpretaciones para el Creeper, incluyendo un origen revisado que en realidad nunca se llegó a revelar por completo. Su comportamiento temerario, inicialmente un acto para asustar a los criminales se transformó en un comportamiento genuinamente psicótico. Además, Ryder podía acceder a sus habilidades físicas mejoradas solo cuando tenía la forma del Creeper, y ya no era capaz de controlar sus transformaciones.
Después de la Crisis, DC dio al Creeper otra oportunidad en un cómic en solitario llamado «El Creeper». Duró doce números incluyendo el número Un Millón. El escritor Len Kaminski se concentró en la ruptura de la cordura de Jack Ryder bajo la influencia del Creeper, e hizo muchas referencias a la continuidad anterior.
La revisión del origen del Creeper eliminó el suero y determinó que el científico implantó quirúrgicamente dos dispositivos (aunque no ha quedado muy claro si era en realidad un solo dispositivo con dos efectos) que potenciaba las habilidades físicas de Ryder y podía recrear un objeto cuya «impronta» estuviera almacenada en sus circuitos.
El científico realizó esta operación para salvar la vida de Ryder después de que unos criminales a los que estaba investigando le atacasen y drogasen. Como el científico no sabía lo de las drogas en el sistema de Ryder, grabó su «impronta» sin darse cuenta al mismo tiempo que guardaba la del disfraz. Como consecuencia, el dispositivo que recrea el disfraz de Ryder cuando se convierte en el Creeper también recrea las drogas en su sistema, explicando la extraña personalidad del Creeper. Estas drogas saturaron de tal manera el sistema de Ryder que el efecto se volvió acumulativo y el Creeper se fue volviendo gradualmente más irracional. Pero cuando el Creeper se convertía en Jack Ryder, las drogas desaparecían y, con ellas, la psicosis. Más adelante, Ryder llegó a creer que él y el Creeper eran dos personas completamente diferentes en lugar de dos papeles interpretados por la misma persona; también creía en esto cuando era el Creeper, que cada vez soportaba menos a «Jack Ryder». El Creeper llegó a recuperar su cordura cuando quedó atado por el lazo mágico de Wonder Woman, pero las implicaciones que esto pudiera tener jamás han sido exploradas.

### Luchando contra Eclipso
El Creeper apareció en los números anuales Eclipso: The Darkness Within en 1992, cuando fue engañado para coger uno de los cristales oscuros de Eclipso, lo que le puso bajo su control.
Más tarde fue liberado por Bruce Gordon junto con otros superhéroes esclavizados. El Creeper y Gordon se aliaron de nuevo en la serie spin-off de Eclipso para intentar derrotarlo (El Creeper fue elegido para unirse a los Shadow Fighters por su desprecio hacia Eclipso después de la posesión... y porque estaba lo bastante loco para aceptar). A pesar de ser capturado y lograr escapar, Eclipso logró finalmente matar al Creeper, en el número 13 de la serie, cuando el equipo reinvadió el país que Eclipso gobernaba. La causa de la muerte fue bastante irónica, ya que fue despedazado por unas histéricas y carcajeantes hienas «eclipsadas» en el edificio en el que se fabricaban los productos químicos que le crearon.
Se recuperaron los restos, y debía haber quedado bastante para regenerarlo, ya que el Creeper recibió su propia serie en 1997. Esta serie se aseguraba en indicar que el origen del Creeper que implicaba al doctor Yatz era un recuerdo implantado (o falso, en todo caso), y que el origen real del Creeper estaba en cierto modo ligado a su viejo archienemigo, Proteus. Pero antes de que se pudiera profundizar en esto, la serie fue suspendida.
.

### Brave New World
Jack Ryder apareció en Action Comics como el empleado del Daily Planet que reemplaza a un degradado Clark Kent como reportero.
En el primer arco argumental de Batman Un Año Después, aparece como reportero de televisión en una cadena de Gotham City.
En septiembre de 2006 (según figura en la portada) dio comienzo una miniserie de seis números del Creeper, escrita por Steve Niles y dibujada por Justiniano, que reinició la historia del Creeper. Para cuando se anunció la miniserie, Niles dijo «Voy a recontar el origen, pero se mantiene muy cercano al original para que el Creeper siga encajando en el universo DC como lleva haciéndolo durante años...» En DCU: Brave New World veíamos a Jack Ryder como presentador del polémico programa «¡Estás equivocado!», prometiendo un millón de dólares a la persona que cazara al Creeper.
De hecho, esta nueva versión de Ryder lo presenta como la estrella de un programa en el que deliberadamente lleva la contraria a sus invitados para aumentar la atención sobre temas como las células madre y la nanotecnología médica. Ryder busca la exclusiva sobre la revolucionaria terapia «nanocelular» del doctor Vincent Yatz, una mezcla de nanotecnología y células madre que puede potenciar la regeneración de tejidos hasta el punto de dar una nueva piel a una persona quemada. Cogen a Ryder intentando colarse en casa de Yatz... justo cuando unos criminales están intentando robar la fórmula. Incapaz de escapar, Yatz inyecta la última muestra de nanocélulas, aún inestable, en el cuerpo de Ryder en un intento de proteger la muestra de los criminales. Pero cuando éstos disparan a Ryder en la cabeza, la sustancia regenerativa interactúa con la química de su cuerpo resucitándole como el Creeper. Ryder despacha a sus oponentes, descubriendo que ahora es capaz de invocar a su brutal alter-ego a voluntad.

### Cuenta atrás
En el número 2 de Countdown To Mystery, Eclipso contacta con Jack Ryder, intentando seducirle como ya hizo con Plastic Man.

### The New 52
A partir de The New 52, un relanzamiento de los personajes del Universo DC, cambió el rol Creeper. Su nuevo origen es la representación de un Oní del folclore Japonés que se encontraba atrapado en una katana llamada Soultaker, que es liberado y posee el cuerpo de un inocente periodista llamado Jack Ryder. Se presenta como un supervillano de la Liga de la Justicia Oscura y Katana.

### DC Rebirth
En la continuación del reinicio en 2017 Jack Ryder regreso a su versión original antes de The New 52. Mientras investiga una serie de criminales asesinados en Chicago, Ryder se convierte nuevamente en Creeper y lucha contra Deathstroke y un imitador de este supervillano. En Red Hood and the Outlaws es un miembro reclutado por Bizarro.

## Poderes
Los poderes del Creeper son de naturaleza física, como resultado del invento de Yatz. Muestra una agilidad y energía virtualmente sobrehumana, combinada con fuerza. Esto le permite efectuar asombrosas acrobacias. En ocasiones esto se ha comparado con otro personaje, Spider-Man, a quien Ditko ayudó a Stan Lee a crear.
También parece ser capaz de escalar paredes con poca o ninguna dificultad. Su fuerza es suficiente para arrojar a hombres adultos a varios metros o saltar grandes distancias. Su velocidad y sus reflejos también han sido enormemente potenciados. Estas habilidades combinadas hacen del Creeper un luchador formidable, incorporando fuerza bruta a su destreza física. Un movimiento característico es saltar sobre la espalda de sus oponentes y desequilibrarlos.
El Creeper también posee un factor curativo sobrehumano, que le permite curarse de prácticamente cualquier herida. De hecho, los disparos y las puñaladas se curan en cuestión de minutos. Esto incluso le permitió volver de entre los muertos cuando su cuerpo se regeneró después de ser despedazado por hienas «eclipsadas».
Con su relanzamiento en Brave New World, el Creeper parece haber adquirido dos nuevas habilidades. Una es un aparente poder de intimidación/hipnosis, ya que uno de los matones a los que se enfrenta parece quedar hipnotizado tras un encuentro con el Creeper. Además, su risa resulta ser físicamente dolorosa para los oídos de sus víctimas.

## Versiones alternativas
El Creeper encontró una nueva apariencia a principios del siglo XX cuando apareció la serie Cuidado con el Creeper (escrita por Jason Hall e ilustrada por Cliff Chiang) bajo el sello de Vertigo Comics. Ambientada en el París de los años 20, y protagonizada por un Creeper femenino, fue una serie diferente de su predecesora. Con todo, la miniserie aparentemente toma lugar en el Universo DC, y se puede considerar a este Creeper femenino como la predecesora de Jack Ryder en los años 20.
El Creeper también hace una aparición casi inexistente en Batman: El Señor de la Noche Contraataca, pero para cuando lo vemos aparecer ya está siendo herido de muerte.
En el crossover DC Un Millón estamos en el año 85 271. Un ser conocido como «Locura» aterriza en el planeta IAI, controlado por una fuerza incontrolable conocida como «El Creeper». Le sigue el rastro y acaba por encontrar a Jack Ryder, un hombre cansado de ser un superhéroe. Jack y el Creeper se convirtieron en entidades separadas el uno del otro, dos personas reales diferentes. Después de que el Creeper resultara herido por Locura, Jack se dio cuenta de que, tanto si le gustaba como si no, el Creeper era una parte de él. Locura podía vivir con esto y volvió a reunir los dos cuerpos separados, y así el Creeper volvió a nacer.
El Bouncing Beatnik y Jack-in-the-Box, de la serie Astro City de Kurt Busiek están parcialmente basados en el Creeper.
En el cómic de Alex Ross Kingdom Come, Creeper aparece en un bar al lado de la Bomba Humana; en ese mismo bar se puede ver a otros superhéroes, como Plastic Man y Lobo.
En la serie Amalgam Comics, el Creeper se fusiona con Nightcrawler de Marvel Comics para conformar a Night Creeper.

## Otros medios
Jack Ryder ha aparecido varias veces en The New Batman Adventures, con la voz de Jeff Bennett. Un par de breves apariciones del reportero le condujeron a su papel protagonista en el capítulo «Cuidado con el Creeper».
El Creeper animado tuvo un origen completamente nuevo, más ligado a la continuidad de Batman: Jack Ryder, presentando un especial televisivo sobre la carrera del Joker desde la misma fábrica en la que el Joker tuvo su encuentro crucial con los productos químicos, es interrumpido por el propio Joker, que no aprecia la atención. El Joker administra a Ryder su gas letal y entonces, para distraer a los recién llegados Batman y Robin, le empuja al mismo depósito de productos químicos en el que cayó él. El gas y los químicos reaccionan de manera extraña; Ryder sobrevive, pero se transforma en un maníaco extraordinariamente ágil y fuerte con piel amarilla, pelo verde, y una sonrisa desencajada, que ayuda a Batman y Robin a capturar al Joker y a su banda, en parte como venganza por lo que el Joker le hizo, y en parte porque se siente intensamente atraído por Harley Quinn. Aunque su locura es benigna (y recuerda vagamente a la de Madman) sus métodos son tan extremos y temerarios que incluso el Joker acaba suplicando que lo arresten, diciendo, acerca del Creeper: «¡Es un lunático!».
Al final del episodio, Ryder logra volver a su estado normal mediante un tratamiento que contrarresta los químicos, en forma de parche adhesivo; pero se deja caer que el tratamiento es solo temporal, y que si Ryder se quita el parche volverá a convertirse en el Creeper. En los últimos segundos del episodio Ryder contempla el parche, diciendo «Un trocito de algodón... difícil de creer». El plano cambia al exterior del apartamento, con Ryder silueteado frente a la ventana. Se oye el sonido de papel rasgado, seguido por Ryder riéndose a la manera del Creeper. Resulta obvio deducir que Ryder quería volver a ser el Creeper. Éste era un final bastante habitual para algunos villanos en la serie; no solo es esquivo y deja al público pensando, sino que además conviene a los guionistas, ya que un final ambiguo deja al personaje disponible para volver a aparecer en futuros episodios.
Esta versión del Creeper ha hecho cameos en la serie Justice League Unlimited. Esta serie muestra a una Liga de la Justicia con cerca de sesenta miembros, incluyendo al Creeper. El Creeper hizo otro cameo al final de un episodio de Justice League Unlimited, «El Destructor», luchando junto con otras creaciones de Ditko contra los Parademonios de Darkseid. También apareció en un cómic de Justice League Unlimited. Batman, en la necesidad de investigar a algunas personas incluso más locas que su galería de villanos, recluta al Creeper para que intente deducir el plan. En un episodio anterior, se le vio luchando contra los clones de Ultimen.
Hasbro lanzó una figura de acción de la versión del Creeper de The New Batman Adventures a finales de los noventa.
En Batman: Arkham Asylum Jack Ryder informa por la radio de que el Joker ha tomado el Asilo Arkham y en la lucha final contra el Joker, su helicóptero sobrevuela Arkham y distrae al Joker mutado por el Titán.